# Kriegerdenkmal Stegelitz (Tangerhütte)
Das Kriegerdenkmal Stegelitz ist ein denkmalgeschütztes Kriegerdenkmal des Ortsteiles Stegelitz (Tangerhütte) der Ortschaft Lüderitz der Stadt Tangerhütte in Sachsen-Anhalt. Im örtlichen Denkmalverzeichnis ist das Kriegerdenkmal unter der Erfassungsnummer 094 71475 als Baudenkmal verzeichnet.

## Lage
Das Kriegerdenkmal befindet sich an der Kirche in Stegelitz.

## Gestaltung und Geschichte
Es handelt sich um einen Findling auf einem Feldsteinsockel. Gekrönt wird der Findling von einem Adler mit gespreizten Flügeln.
Das Denkmal wurde nur für die Gefallenen des Ersten Weltkriegs errichtet. Eine Gedenktafel mit den Namen der Gefallenen befindet sich innerhalb der Kirche, jeweils eine für die Gefallenen des Ersten und des Zweiten Weltkriegs.

## Inschrift
Zum Gedächtnis unserer im Weltkrieg 1914–1918

gefallenen Helden. Die Gemeinde Stegelitz

## Quelle
- Gefallenen Denkmal Stegelitz Online, abgerufen am 14. Juni 2017.